# Coupe des clubs champions européens 1986-1987
Navigation
Édition précédente Édition suivante
La Coupe des clubs champions européens 1986-1987  regroupe les meilleures équipes européennes de football de la saison 1985-1986.
La compétition s'est terminée le 27 mai 1987 par la finale au Stade Prater à Vienne.

## Premier tour
| Équipe 1                 | Résultat | Équipe 2                    | Aller | Retour |
| ------------------------ | -------- | --------------------------- | ----- | ------ |
| PSV Eindhoven            | 0 - 2    | Bayern Munich               | 0 - 2 | 0 - 0  |
| FC Porto                 | 10 - 0   | Rabat Ajax FC               | 9 - 0 | 1 - 0  |
| FC Avenir Beggen         | 0 - 6    | Austria Vienne              | 0 - 3 | 0 - 3  |
| Juventus                 | 11 - 0   | Valur Reykjavik             | 7 - 0 | 4 - 0  |
| Étoile rouge de Belgrade | 4 - 2    | Panathinaïkos               | 3 - 0 | 1 - 2  |
| Beroe Stara Zagora       | 1 - 3    | Dynamo Kiev                 | 1 - 1 | 0 - 2  |
| BSC Young Boys           | 1 - 5    | Real Madrid CF              | 1 - 0 | 0 - 5  |
| RSC Anderlecht           | 3 - 1    | Górnik Zabrze               | 2 - 0 | 1 - 1  |
| Brøndby IF               | 6 - 3    | Budapest Honvéd             | 4 - 1 | 2 - 2  |
| Beşiktaş                 | 3 - 0    | KS Dinamo Tirana            | 2 - 0 | 1 - 0  |
| APOEL Nicosie            | 3 - 3E   | HJK Helsinki                | 1 - 0 | 2 - 3  |
| Rosenborg BK             | 2 - 1    | Linfield FC                 | 1 - 0 | 1 - 1  |
| Örgryte IS               | 3 - 7    | BFC Dynamo                  | 2 - 3 | 1 - 4  |
| Shamrock Rovers FC       | 0 - 3    | Celtic FC                   | 0 - 1 | 0 - 2  |
| Paris SG                 | 2 - 3    | FC Vítkovice                | 2 - 2 | 0 - 1  |
| Steaua Bucarest          | exempté  | en tant que tenant du titre | -     | -      |

## Huitièmes de finale
| Équipe 1       | Résultat     | Équipe 2                 | Aller | Retour               |
| -------------- | ------------ | ------------------------ | ----- | -------------------- |
| Bayern Munich  | 3 - 1        | Austria Vienne           | 2 - 0 | 1 - 1                |
| Real Madrid CF | 1 - 1        | Juventus                 | 1 - 0 | 0 - 1 ap (3 - 1 tab) |
| FC Vítkovice   | 1 - 3        | FC Porto                 | 1 - 0 | 0 - 3                |
| Rosenborg BK   | 1 - 7        | Étoile rouge de Belgrade | 0 - 3 | 1 - 4                |
| RSC Anderlecht | 3 - 1        | Steaua Bucarest          | 3 - 0 | 0 - 1                |
| Celtic FC      | 2 - 4        | Dynamo Kiev              | 1 - 1 | 1 - 3                |
| Brøndby IF     | 3 - 2        | BFC Dynamo               | 2 - 1 | 1 - 1                |
| Beşiktaş       | Q. - forfait | APOEL Nicosie            | -     | -                    |

## Quarts de finale
| Équipe 1                 | Résultat | Équipe 2       | Aller | Retour |
| ------------------------ | -------- | -------------- | ----- | ------ |
| Bayern Munich            | 7 - 2    | RSC Anderlecht | 5 - 0 | 2 - 2  |
| Beşiktaş                 | 0 - 7    | Dynamo Kiev    | 0 - 5 | 0 - 2  |
| Étoile rouge de Belgrade | 4 - 4E   | Real Madrid CF | 4 - 2 | 0 - 2  |
| FC Porto                 | 2 - 1    | Brøndby IF     | 1 - 0 | 1 - 1  |

## Demi-finales
| Équipe 1      | Résultat | Équipe 2       | Aller | Retour |
| ------------- | -------- | -------------- | ----- | ------ |
| Bayern Munich | 4 - 2    | Real Madrid CF | 4 - 1 | 0 - 1  |
| FC Porto      | 4 - 2    | Dynamo Kiev    | 2 - 1 | 2 - 1  |

## Finale
| 27 mai 1987 | Bayern Munich | 1 - 2 | FC Porto               | Stade du Prater, Vienne                        |                                                |
|             | Kögl 24e      |       | 79e Madjer · 81e Juary | Spectateurs : 57 500 Arbitrage : Alexis Ponnet | Spectateurs : 57 500 Arbitrage : Alexis Ponnet |
|             | Rapport       |       |                        | Spectateurs : 57 500 Arbitrage : Alexis Ponnet | Spectateurs : 57 500 Arbitrage : Alexis Ponnet |